# 少女型兵器は家族になりたい
『少女型兵器は家族になりたい』（アルマちゃんはかぞくになりたい）は、ななてるによる日本の漫画作品。ウェブコミック配信サイト『コミックNewtype』（KADOKAWA）にて2021年7月9日から2024年2月2日まで連載された。作者がSNSに掲載していた漫画『天才科学者たちが最高のロボットをつくった漫画』が原型となっている。
2024年7月19日より続編『アルマちゃんは家族になりたいZ』（アルマちゃんはかぞくになりたいゼット）が連載中。
メディアミックスとして、テレビアニメ化が発表されている。

## あらすじ
天才AI研究者・神里エンジと天才ロボット工学者・夜羽スズメ。子供の頃からお互いに何かと張り合って来た二人だったが、自分たちの才能を世に認めさせるという利害の一致から、協力して究極の学習型自律戦闘ロボット「アルマ」を完成させる。
しかし、なまじ高度な解析・判断能力を持つアルマは二人を「おとうさん」「おかあさん」と認識、研究一筋で異性への免疫は小学生レベルの二人はすっかり困惑してしまう。

## 登場人物
声は特記あるもの以外は後述のアニメ版のもの。
神里 アルマ（かみざと アルマ）
声 - 石見舞菜香（2022年PV） / 月城日花
エンジとスズメが製作した究極の少女型自立戦闘ロボット。
神里 エンジ（かみざと エンジ）
声 - 鈴木崚汰
天才AI研究者。
夜羽 スズメ（よばね　スズメ）
声 - M・A・O
天才ロボット工学者。
神里 トキ（かみざと トキ）
エンジの妹。女子高生。
屋敷 華（やしき はな）
動物好きの小学5年生。アルマの最初の友達。
マキナ
アルマのデータを基に作られた少女型戦闘ロボット。
思兼 常夜（おもいかね とこよ）
スズメの大学の後輩。マキナの製作者。
ネオン・ウォズニアック
世界有数の軍産複合体「ウォズニアック・エレクトロニクス」の社長令嬢。
タナカ
ネオンの専属メイド。
リベルタ
謎の組織に作られた姿や装備を自在に変えられるナノマシン戦闘体。

## 書誌情報
- ななてる『少女型兵器は家族になりたい』KADOKAWA〈角川コミックスエース〉、全3巻
  1. 2022年3月10日発売[7]、ISBN 978-4-04-112178-8
  2. 2023年3月10日発売[8]、ISBN 978-4-04-112934-0
  3. 2024年3月26日発売[9]、ISBN 978-4-04-114757-3
- ななてる『アルマちゃんは家族になりたいZ』KADOKAWA〈角川コミックスエース〉、既刊1巻（2025年4月25日現在）
  1. 2025年4月25日発売[10][11]、ISBN 978-4-04-116175-3

## テレビアニメ
2025年1月17日にテレビアニメ化が発表され、『アルマちゃんは家族になりたい』のタイトルで放送予定。

### スタッフ
- 原作 - ななてる[4]
- 監督 - 南康宏[4]
- シリーズ構成 - 菅原雪絵[4]
- キャラクターデザイン - 山本美佳[4]
- アニメーション制作 - スタジオフラッド[4]
- 製作 - 神里・夜羽研究所[4]